# Chrysopodes (Neosuarius) nosinus
Chrysopodes (Neosuarius) nosinus is een insect uit de familie van de gaasvliegen (Chrysopidae), die tot de orde netvleugeligen (Neuroptera) behoort. 
Chrysopodes (Neosuarius) nosinus is voor het eerst wetenschappelijk beschreven door Navás in 1913.